# Jørgen Leth
Jørgen Leth (Århus, 14 giugno 1937) è un poeta, regista e sceneggiatore danese.

## Biografia
Il suo primo libro, Gult Lys, è stato pubblicato nel 1962. Fece il suo primo film nel 1963, ma raggiunse la notorietà con il cortometraggio The Perfect Human realizzato nel 1967; nel 2003 lo ha rielaborato con Lars von Trier creando Le cinque variazioni. 
Nel 1973 giró in Italia un documentario, "Stars and Watercarriers", diventato ormai di culto per i fans del ciclismo, riguardante l'edizione del Giro d'Italia 1973.
Commentatore sportivo per la televisione danese, sa parlare danese, inglese e francese. È divorziato e ha una figlia femmina e tre maschi, tra i quali il regista esordiente Asger Leth.

## Filmografia

### Lungometraggi
- The Stars and the Water Carriers, 1973, 91 min;
- Klaus Rifbjerg, 1974, 35 min;
- Good and Evil, 1974, 81 min;
- A Sunday in Hell, 1977, 110 min;
- Peter Martins - A Dancer, 1978, 54 min;
- Kalule, 1979, 45 min;
- Dancing Bournonville, 1979, 52 min;
- 66 Scenes from America, 1981, 42 min;
- Step on Silence, 1981, 58 min;
- Pelota, 1983, 47 min;
- Haiti Express, 1983, 93 min;
- Moments of Play, 1986, 82 min;
- Notebook from China, 1986, 79 min;
- Notes on Love, 1989, 90 min;
- Danish Literature, 1989, 51 min;
- Traberg, 1992, 93 min;
- Michael Laudrup - A Football Player, 1993, 58 min;
- Haiti, Untitled 1996, 85 min;
- I'm Alive - Soren Ulrik Thomsen, Poet, 1999, 40 min;
- Drømmere, 2002, 58 min;
- New Scenes from America,  2002, 35 min.
- Le cinque variazioni (con Lars von Trier), 2003, 80 min;
- Aarhus (2005), 35 min.

### Cortometraggi
- Stopforbud, 1963, 14 min;
- Look Forward to a Bright Future, 1965, 6 min;
- The Perfect Human, 1967, 13 min;
- Near Heaven, Near Earth, 1968, 26 min;
- Ophelia's Flowers, 1969, 7 min;
- Motion Picture, 1970, 24 min;
- The Search, 1970, 35 min;
- The Deergarden, the Romantic Forest, 1970, 42 min;
- Chinese Table-tennis, 1970, 12 min;
- Life in Denmark, 1971, 37 min;

## Pubblicazioni
- The Picture Is Showing, poesie (2000)
- Stories from Haiti (2000)
- Collected Poems (2002)
- The Imperfect Human, Scenes from My Life, memorie (2005)
- It Doesn't Matter, poesie (2006).

## Discografia
- Han er nu malet blå,  2004;

## Premi
- 1971 il Oberhausen Hauptpreis,
- 1972 il Premio Thomas Mann,
- 1983 il Premio Speciale dell'Accademia Danese,
- 1992 il Premio Paul Hammerich,
- 1995 il Premio Drachmann per la realizzazione letteraria,
- 1996 il Danish Film Academy's Robert Award,
- 1997 il Prix de France per il reportage culturale dalla Francia,
- 1999 il State Art Foundation's Special Award,
- 2000 il suo secondo Danish Film Academy's Robert Award
- 2004 il Grand Prix per il miglior film all'Odense International Film Festival,